# Lingua edo
La lingua edo o lingua bini è una lingua del gruppo Volta-Niger, parlata dalla popolazione appartenente all'etnia nigeriana degli Edo.
È parlata nello stato di Edo da circa 1.000.000 di persone.